# پاتریک فیوری
پاتریک فیوری (فرانسوی: Patrick Fiori‎؛ زادهٔ ۲۳ سپتامبر ۱۹۶۹) ترانه‌سرا و خواننده فرانسوی ارمنی‌تبار است. وی از سال ۱۹۸۷ میلادی تاکنون مشغول فعالیت بوده‌است.